# آموزگار جایگزین به شهر می‌رود

کارمن ویلانی در صحنه‌ای از فیلم.

آموزگار جایگزین به شهر می‌رود (ایتالیایی: La supplente va in città) یک فیلم کمدی سکسی سبک ایتالیایی به کارگردانی ویتوریو د سیستی است که در سال ۱۹۷۹ منتشر شد.

## گزیدهٔ بازیگران
- کارمن ویلانی
- وینچنتسو کروچیتی
- ماریا لوئیسا پونته
- فرانچسکو موله